# Піддубний Дмитро Ігорович
Дмитро Ігорович Піддубний (нар. 15 січня 2000) — український футболіст, півзахисник.

## Життєпис
Вихованець молодіжних академій УОР (Сімферополь), ДВУФК (Дніпропетровськ) та «Зорі» (Луганськ).
Виступав за «Зорю» в молодіжному чемпіонаті України, у березні 2020 року переведений до першої команди. Дебютував у футболці луганського клубу 22 серпня 2020 року в програному (1:3) виїзному поєдинку 1-го туру Прем'єр-ліги України проти чернігівської «Десни». Дмитро вийшов на поле на 35-й хвилині, замінивши Йоеля Абу Ханна.